# NBA 2008./09.
NBA 2008./09. bila je 63. sezona američko-kanadske profesionalne košarkaške lige. U ovoj sezoni franšiza SuperSonicsa preselila se u Oklahomu City i postala Oklahoma Thunderi. Boston Celticsi nisu uspjeli obraniti naslov NBA prvaka, ali su zato prošlogodišnji finalisti Los Angeles Lakersi uzeli NBA prsten. Za novaka godine izabran je prošlogodišnji prvi izbor drafta Derrick Rose. Nagradu za najkorisnijeg igrača sezone osvojio je LeBron James, dok je nagradu za najkorsnijeg igrača finala uzeo Kobe Bryant. 

## Poredak

### Konferencijski
| Pozicija | Istočna konferencija  | Istočna konferencija | Istočna konferencija    | Zapadna konferencija      | Zapadna konferencija | Zapadna konferencija    |
| Pozicija | Klub                  | Omjer                | Uta. zaostao za vodećim | Klub                      | Omjer                | Uta. zaostao za vodećim |
| -------- | --------------------- | -------------------- | ----------------------- | ------------------------- | -------------------- | ----------------------- |
| 1.       | z-Cleveland Cavaliers | 66–16                | —                       | c-Los Angeles Lakers      | 65–17                | —                       |
| 2.       | y-Boston Celtics      | 62–20                | 4                       | y-Denver Nuggetsb c       | 54–28                | 11                      |
| 3.       | y-Orlando Magic       | 59–23                | 7                       | y-San Antonio Spursc      | 54–28                | 11                      |
| 4.       | x-Atlanta Hawks       | 47–35                | 19                      | x-Portland Trail Blazersb | 54–28                | 11                      |
| 5.       | x-Miami Heat          | 43–39                | 23                      | x-Houston Rockets         | 53–29                | 12                      |
| 6.       | x-Philadelphia 76ersa | 41–41                | 25                      | x-Dallas Mavericks        | 50–32                | 15                      |
| 7.       | x-Chicago Bullsa      | 41–41                | 25                      | x-New Orleans Hornets     | 49–33                | 16                      |
| 8.       | x-Detroit Pistons     | 39–43                | 27                      | x-Utah Jazz               | 48–34                | 17                      |
| 9.       | Indiana Pacers        | 36–46                | 30                      | Phoenix Suns              | 46–36                | 19                      |
| 10.      | Charlotte Bobcats     | 35–47                | 31                      | Golden State Warriors     | 29–53                | 36                      |
| 11.      | New Jersey Netsd      | 34–48                | 32                      | Minnesota Timberwolvese   | 24–58                | 41                      |
| 12.      | Milwaukee Bucksd      | 34–48                | 32                      | Memphis Grizzliese        | 24–58                | 41                      |
| 13.      | Toronto Raptors       | 33–49                | 33                      | Oklahoma City Thunder     | 23–59                | 42                      |
| 14.      | New York Knicks       | 32–50                | 34                      | Los Angeles Clippers      | 19–63                | 46                      |
| 15.      | Washington Wizards    | 19–63                | 47                      | Sacramento Kings          | 17–65                | 48                      |

Napomene
- a  Philadelphia je završila ispred Chicaga zbog boljeg konferencijskog omjera (25–27 naprema Chicagovih 24–28; momčadi su na kraju sezone imale isti regularni omjer).
- b  Ove tri momčadi izjednačene su na drugom mjestu, ali je Denver zauzeo drugo mjesto zbog boljeg divizijskog rekorda (12–4 naprema Portlandovih 11–5; momčadi su na kraju sezone imale isti regularni omjer), te zbog toga što San Antonio ne može utjecati na konačnu poziciju jer nije u istoj diviziji, Denver i San Antonio ponovno su odlučivali o konačnoj poziciji.
- c  Denver je završio ispred San Antonia zbog međusobnog omjera 2-1.
- d  New Jersey je završio ispred Milwaukeea zbog boljeg konferencijskog omjera (23–29 naprema Milwaukeevih 21–31; momčadi su na kraju sezone imale isti regularni omjer).
- e  Minnesota je završila ispred Memphisa zbog boljeg međusobnog omjera 3-0.

### Divizijski
| Atlantska divizija   | Pobjeda | Poraza | Postotak pobjeda | Uta. zaostao za vodećim | Omjer na domaćem terenu | Omjer na gostujućem terenu | Ukupan omjer | Odigrane utakmice |
| -------------------- | ------- | ------ | ---------------- | ----------------------- | ----------------------- | -------------------------- | ------------ | ----------------- |
| y-Boston Celtics     | 62      | 20     | .756             | —                       | 35–6                    | 27–14                      | 15–1         | 82                |
| x-Philadelphia 76ers | 41      | 41     | .500             | 21                      | 24–17                   | 17–24                      | 6–10         | 82                |
| New Jersey Nets      | 34      | 48     | .415             | 28                      | 19–22                   | 15–26                      | 8–8          | 82                |
| Toronto Raptors      | 33      | 49     | .402             | 29                      | 18–23                   | 15–26                      | 6–10         | 82                |
| New York Knicks      | 32      | 50     | .390             | 30                      | 20–21                   | 12–29                      | 5–11         | 82                |

| Centralna divizija    | Pobjeda | Poraza | Postotak pobjeda | Uta. zaostao za vodećim | Omjer na domaćem terenu | Omjer na gostujućem terenu | Ukupan omjer | Odigrane utakmice |
| --------------------- | ------- | ------ | ---------------- | ----------------------- | ----------------------- | -------------------------- | ------------ | ----------------- |
| z-Cleveland Cavaliers | 66      | 16     | .805             | —                       | 39–2                    | 27–14                      | 13–3         | 82                |
| x-Chicago Bulls       | 41      | 41     | .500             | 25                      | 28–13                   | 13–28                      | 9–7          | 82                |
| x-Detroit Pistons     | 39      | 43     | .476             | 27                      | 21–20                   | 18–23                      | 7–9          | 82                |
| Indiana Pacers        | 36      | 46     | .439             | 30                      | 25–16                   | 11–30                      | 7–9          | 82                |
| Milwaukee Bucks       | 34      | 48     | .415             | 32                      | 22–19                   | 12–29                      | 4–12         | 82                |

| Jugoistočna divizija | Pobjeda | Poraza | Postotak pobjeda | Uta. zaostao za vodećim | Omjer na domaćem terenu | Omjer na gostujućem terenu | Ukupan omjer | Odigrane utakmice |
| -------------------- | ------- | ------ | ---------------- | ----------------------- | ----------------------- | -------------------------- | ------------ | ----------------- |
| y-Orlando Magic      | 59      | 23     | .720             | —                       | 32–9                    | 27–14                      | 14–2         | 82                |
| x-Atlanta Hawks      | 47      | 35     | .573             | 12                      | 31–10                   | 16–25                      | 11–5         | 82                |
| x-Miami Heat         | 43      | 39     | .524             | 16                      | 28–13                   | 15–26                      | 9–7          | 82                |
| Charlotte Bobcats    | 35      | 47     | .427             | 24                      | 23–18                   | 12–29                      | 5–11         | 82                |
| Washington Wizards   | 19      | 63     | .232             | 40                      | 13–28                   | 6–35                       | 1–15         | 82                |

| Sjeverozapadna divizija  | Pobjeda | Poraza | Postotak pobjeda | Uta. zaostao za vodećim | Omjer na domaćem terenu | Omjer na gostujućem terenu | Ukupan omjer | Odigrane utakmice |
| ------------------------ | ------- | ------ | ---------------- | ----------------------- | ----------------------- | -------------------------- | ------------ | ----------------- |
| y–Denver Nuggets         | 54      | 28     | .659             | —                       | 33–8                    | 21–20                      | 12–4         | 82                |
| x–Portland Trail Blazers | 54      | 28     | .659             | —                       | 34–7                    | 20–21                      | 11–5         | 82                |
| x–Utah Jazz              | 48      | 34     | .585             | 6                       | 33–8                    | 15–26                      | 10–6         | 82                |
| Minnesota Timberwolves   | 24      | 58     | .293             | 30                      | 11–30                   | 13–28                      | 3–13         | 82                |
| Oklahoma City Thunder    | 23      | 59     | .280             | 31                      | 15–26                   | 8–33                       | 4–12         | 82                |

| Pacifička divizija    | Pobjeda | Poraza | Postotak pobjeda | Uta. zaostao za vodećim | Omjer na domaćem terenu | Omjer na gostujućem terenu | Ukupan omjer | Odigrane utakmice |
| --------------------- | ------- | ------ | ---------------- | ----------------------- | ----------------------- | -------------------------- | ------------ | ----------------- |
| c-Los Angeles Lakers  | 65      | 17     | .793             | —                       | 36–5                    | 29–12                      | 14–2         | 82                |
| Phoenix Suns          | 46      | 36     | .561             | 19                      | 28–13                   | 18–23                      | 11–5         | 82                |
| Golden State Warriors | 29      | 53     | .354             | 36                      | 21–20                   | 8–33                       | 6–10         | 82                |
| Los Angeles Clippers  | 19      | 63     | .232             | 46                      | 11–30                   | 8–33                       | 2–14         | 82                |
| Sacramento Kings      | 17      | 65     | .207             | 48                      | 11–30                   | 6–39                       | 7–9          | 82                |

| Jugozapadna divizija  | Pobjeda | Poraza | Postotak pobjeda | Uta. zaostao za vodećim | Omjer na domaćem terenu | Omjer na gostujućem terenu | Ukupan omjer | Odigrane utakmice |
| --------------------- | ------- | ------ | ---------------- | ----------------------- | ----------------------- | -------------------------- | ------------ | ----------------- |
| y-San Antonio Spurs   | 54      | 28     | .659             | —                       | 28–13                   | 26–15                      | 10–6         | 82                |
| x-Houston Rockets     | 53      | 29     | .646             | 1                       | 33–8                    | 20–21                      | 9–7          | 82                |
| x-Dallas Mavericks    | 50      | 32     | .610             | 4                       | 32–9                    | 18–23                      | 7–9          | 82                |
| x-New Orleans Hornets | 49      | 33     | .598             | 5                       | 28–13                   | 21–20                      | 9–7          | 82                |
| Memphis Grizzlies     | 24      | 58     | .284             | 30                      | 16–25                   | 8–33                       | 5–11         | 82                |

Napomene
- x - ostvaren ulazak u doigravanje
- y - ostvaren divizijski naslov
- c - ostvarena prednost domaćeg terena tijekom konferencijskog dijela doigravanja
- z - ostvarena prednost domaćeg terena tijekom cijelog doigravanja

## Doigravanje
Glavni:
- Boldano = pobjednik tog kruga
- Kurzivno = momčadi koje u tom krugu imaju prednost domaćeg terena
- * = divizijski prvak

|  | Prvi krug            | Prvi krug    | Prvi krug   |   |              | Konferencijsko polufinale | Konferencijsko polufinale | Konferencijsko polufinale |  |   | Konferencijsko finale | Konferencijsko finale | Konferencijsko finale |  |    | NBA finale | NBA finale | NBA finale |
|  |                      |              |             |   |              |                           |                           |                           |  |   |                       |                       |                       |  |    |            |            |            |
|  | 1                    | Cleveland*   | 4           |   |              |                           |                           |                           |  |   |                       |                       |                       |  |    |            |            |            |
|  | 8                    | Detroit      | 0           |   |              |                           |                           |                           |  |   |                       |                       |                       |  |    |            |            |            |
|  | 8                    | Detroit      | 0           |   | 1            | Cleveland                 | 4                         |                           |  |   |                       |                       |                       |  |    |            |            |            |
|  |                      |              |             |   | 1            | Cleveland                 | 4                         |                           |  |   |                       |                       |                       |  |    |            |            |            |
|  |                      | 4            | Atlanta     | 0 |              |                           |                           |                           |  |   |                       |                       |                       |  |    |            |            |            |
|  | 4                    | 4            | Atlanta     | 0 | Atlanta      | 4                         |                           |                           |  |   |                       |                       |                       |  |    |            |            |            |
|  | 4                    |              |             |   | Atlanta      | 4                         |                           |                           |  |   |                       |                       |                       |  |    |            |            |            |
|  | 5                    | Miami        | 3           |   |              |                           |                           |                           |  |   |                       |                       |                       |  |    |            |            |            |
|  | 5                    | Miami        | 3           |   |              |                           |                           |                           |  | 1 | Cleveland             | 2                     |                       |  |    |            |            |            |
|  | Istočna konferencija |              |             |   |              |                           |                           |                           |  | 1 | Cleveland             | 2                     |                       |  |    |            |            |            |
|  |                      | 3            | Orlando     | 4 |              |                           |                           |                           |  |   |                       |                       |                       |  |    |            |            |            |
|  | 3                    | 3            | Orlando     | 4 | Orlando*     | 4                         |                           |                           |  |   |                       |                       |                       |  |    |            |            |            |
|  | 3                    |              |             |   | Orlando*     | 4                         |                           |                           |  |   |                       |                       |                       |  |    |            |            |            |
|  | 6                    | Philadelphia | 2           |   |              |                           |                           |                           |  |   |                       |                       |                       |  |    |            |            |            |
|  | 6                    | Philadelphia | 2           |   | 3            | Orlando                   | 4                         |                           |  |   |                       |                       |                       |  |    |            |            |            |
|  |                      |              |             |   | 3            | Orlando                   | 4                         |                           |  |   |                       |                       |                       |  |    |            |            |            |
|  |                      | 2            | Boston      | 3 |              |                           |                           |                           |  |   |                       |                       |                       |  |    |            |            |            |
|  | 2                    | 2            | Boston      | 3 | Boston*      | 4                         |                           |                           |  |   |                       |                       |                       |  |    |            |            |            |
|  | 2                    |              |             |   | Boston*      | 4                         |                           |                           |  |   |                       |                       |                       |  |    |            |            |            |
|  | 7                    | Chicago      | 3           |   |              |                           |                           |                           |  |   |                       |                       |                       |  |    |            |            |            |
|  | 7                    | Chicago      | 3           |   |              |                           |                           |                           |  |   |                       |                       |                       |  | E3 | Orlando    | 1          |            |
|  |                      |              |             |   |              |                           |                           |                           |  |   |                       |                       |                       |  | E3 | Orlando    | 1          |            |
|  |                      | W1           | L.A. Lakers | 4 |              |                           |                           |                           |  |   |                       |                       |                       |  |    |            |            |            |
|  | 1                    | W1           | L.A. Lakers | 4 | L.A. Lakers* | 4                         |                           |                           |  |   |                       |                       |                       |  |    |            |            |            |
|  | 1                    |              |             |   | L.A. Lakers* | 4                         |                           |                           |  |   |                       |                       |                       |  |    |            |            |            |
|  | 8                    | Utah         | 1           |   |              |                           |                           |                           |  |   |                       |                       |                       |  |    |            |            |            |
|  | 8                    | Utah         | 1           |   | 1            | L.A. Lakers               | 4                         |                           |  |   |                       |                       |                       |  |    |            |            |            |
|  |                      |              |             |   | 1            | L.A. Lakers               | 4                         |                           |  |   |                       |                       |                       |  |    |            |            |            |
|  |                      | 5            | Houston     | 3 |              |                           |                           |                           |  |   |                       |                       |                       |  |    |            |            |            |
|  | 4                    | 5            | Houston     | 3 | Portland     | 2                         |                           |                           |  |   |                       |                       |                       |  |    |            |            |            |
|  | 4                    |              |             |   | Portland     | 2                         |                           |                           |  |   |                       |                       |                       |  |    |            |            |            |
|  | 5                    | Houston      | 4           |   |              |                           |                           |                           |  |   |                       |                       |                       |  |    |            |            |            |
|  | 5                    | Houston      | 4           |   |              |                           |                           |                           |  | 1 | L.A. Lakers           | 4                     |                       |  |    |            |            |            |
|  | Zapadna konferencija |              |             |   |              |                           |                           |                           |  | 1 | L.A. Lakers           | 4                     |                       |  |    |            |            |            |
|  |                      | 2            | Denver      | 2 |              |                           |                           |                           |  |   |                       |                       |                       |  |    |            |            |            |
|  | 3                    | 2            | Denver      | 2 | San Antonio* | 1                         |                           |                           |  |   |                       |                       |                       |  |    |            |            |            |
|  | 3                    |              |             |   | San Antonio* | 1                         |                           |                           |  |   |                       |                       |                       |  |    |            |            |            |
|  | 6                    | Dallas       | 4           |   |              |                           |                           |                           |  |   |                       |                       |                       |  |    |            |            |            |
|  | 6                    | Dallas       | 4           |   | 6            | Dallas                    | 1                         |                           |  |   |                       |                       |                       |  |    |            |            |            |
|  |                      |              |             |   | 6            | Dallas                    | 1                         |                           |  |   |                       |                       |                       |  |    |            |            |            |
|  |                      | 2            | Denver      | 4 |              |                           |                           |                           |  |   |                       |                       |                       |  |    |            |            |            |
|  | 2                    | 2            | Denver      | 4 | Denver*      | 4                         |                           |                           |  |   |                       |                       |                       |  |    |            |            |            |
|  | 2                    |              |             |   | Denver*      | 4                         |                           |                           |  |   |                       |                       |                       |  |    |            |            |            |
|  | 7                    | New Orleans  | 1           |   |              |                           |                           |                           |  |   |                       |                       |                       |  |    |            |            |            |

## Statistike
| Kategorija                  | Igrač            | Klub                  | Statistika |
| --------------------------- | ---------------- | --------------------- | ---------- |
| Poena po utakmici           | Dwyane Wade      | Miami Heat            | 30.2       |
| Skokova po utakmici         | Dwight Howard    | Orlando Magic         | 13.8       |
| Asistencija po utakmici     | Chris Paul       | New Orleans Hornets   | 11.0       |
| Ukradenih lopti po utakmici | Chris Paul       | New Orleans Hornets   | 2.8        |
| Blokada po utakmici         | Dwight Howard    | Orlando Magic         | 2.9        |
| Postotak postignutih poena  | Shaquille O'Neal | Phoenix Suns          | .609       |
| Postotak postignutih trica  | Anthony Morrow   | Golden State Warriors | .467       |
| Postotak slobodnih bacanja  | José Calderón    | Toronto Raptors       | .981       |

## Nagrade

### Godišnje nagrade
- Najkorisniji igrač sezone : LeBron James (Cleveland Cavaliers)
- Obrambeni igrač sezone : Dwight Howard (Orlando Magic)
- Novak sezone : Derrick Rose (Chicago Bulls)
- Šesti igrač sezone : Jason Terry (Dallas Mavericks)
- Igrač koji je najviše napredovao : Danny Granger (Indiana Pacers)
- Trener sezone : Mike Brown (Cleveland Cavaliers)
- Izvršni direktor sezone : Mark Warkentien (Denver Nuggets)
- Športska osoba sezone : Chauncey Billups (Denver Nuggets)

| - All-NBA prva petorka - LeBron James - Dirk Nowitzki - Dwight Howard - Kobe Bryant - Dwyane Wade - All-Defensive prva petorka - Dwight Howard - Kobe Bryant - LeBron James - Chris Paul - Kevin Garnett - All-Rookie prva petorka - Derrick Rose - O. J. Mayo - Russell Westbrook - Brook Lopez - Michael Beasley | - All-NBA druga petorka - Tim Duncan - Paul Pierce - Yao Ming - Chris Paul - Brandon Roy - All-Defensive druga petorka - Tim Duncan - Dwyane Wade - Rajon Rondo - Shane Battier - Ron Artest - All-Rookie druga petorka - Eric Gordon - Kevin Love - Mario Chalmers - Marc Gasol - D. J. Augustin (izjednačen) - Rudy Fernández (izjednačen) | - All-NBA treća petorka - Carmelo Anthony - Pau Gasol - Shaquille O'Neal - Tony Parker - Chauncey Billups |

### Igrači tjedna
| Tjedan                      | Istočna konferencija               | Zapadna konferencija                  |
| --------------------------- | ---------------------------------- | ------------------------------------- |
| 28. listopada – 2. studenog | Chris Bosh (Toronto Raptors)       | Chris Paul (New Orleans Hornets)      |
| 3. studenog – 9. studenog   | LeBron James (Cleveland Cavaliers) | Amar'e Stoudemire (Phoenix Suns)      |
| 10. studenog – 16. studenog | LeBron James (Cleveland Cavaliers) | Chauncey Billups (Denver Nuggets)     |
| 17. studenog – 23. studenog | Dwyane Wade (Miami Heat)           | Dirk Nowitzki (Dallas Mavericks)      |
| 24. studenog – 30. studenog | Devin Harris (New Jersey Nets)     | Brandon Roy (Portland Trail Blazers)  |
| 1. prosinca – 7. prosinca   | Dwyane Wade (Miami Heat)           | Dirk Nowitzki (Dallas Mavericks)      |
| 8. prosinca – 14. prosinca  | Al Harrington (New York Knicks)    | Tim Duncan (San Antonio Spurs)        |
| 15. prosinca – 21. prosinca | Jameer Nelson (Orlando Magic)      | Chris Paul (New Orleans Hornets)      |
| 22. prosinca – 28. prosinca | LeBron James (Cleveland Cavaliers) | Kobe Bryant (Los Angeles Lakers)      |
| 29. prosinca – 4. siječnja  | Rodney Stuckey (Detroit Pistons)   | Al Jefferson (Minnesota Timberwolves) |
| 5. siječnja – 11. siječnja  | Dwight Howard (Orlando Magic)      | Kobe Bryant (Los Angeles Lakers)      |
| 12. siječnja – 18. siječnja | Jameer Nelson (Orlando Magic)      | Chris Paul (New Orleans Hornets)      |
| 19. siječnja – 25. siječnja | LeBron James (Cleveland Cavaliers) | Andrew Bynum (Los Angeles Lakers)     |
| 26. siječnja – 1. veljače   | David Lee (New York Knicks)        | Tony Parker (San Antonio Spurs)       |
| 2. veljače – 8. veljače     | LeBron James (Cleveland Cavaliers) | Pau Gasol (Los Angeles Lakers)        |
| 18. velhjače – 23. veljače  | Dwight Howard (Orlando Magic)      | Pau Gasol (Los Angeles Lakers)        |
| 24. veljače – 1. ožujka     | Devin Harris (New Jersey Nets)     | David West (New Orleans Hornets)      |
| 2. ožujka – 8. ožujka       | Dwyane Wade (Miami Heat)           | Deron Williams (Utah Jazz)            |
| 9. ožujka – 15. ožujka      | LeBron James (Cleveland Cavaliers) | Kobe Bryant (Los Angeles Lakers)      |
| 16. ožujka – 22. ožujka     | LeBron James (Cleveland Cavaliers) | Chris Paul (New Orleans Hornets)      |
| 23. ožujka – 29. ožujka     | Dwight Howard (Orlando Magic)      | Tony Parker (San Antonio Spurs)       |
| 30. ožujka – 5. travnja     | Dwight Howard (Orlando Magic)      | Jason Kidd (Dallas Mavericks)         |
| 6. travnja – 12. travnja    | Ben Gordon (Chicago Bulls)         | Brandon Roy (Portland Trail Blazers)  |

### Igrači mjeseca
| Mjesec   | Istočna konferencija               | Zapadna konferencija             |
| -------- | ---------------------------------- | -------------------------------- |
| Studeni  | LeBron James (Cleveland Cavaliers) | Chris Paul (New Orleans Hornets) |
| Prosinac | Dwyane Wade (Miami Heat)           | Kobe Bryant (Los Angeles Lakers) |
| Siječanj | LeBron James (Cleveland Cavaliers) | Kobe Bryant (Los Angeles Lakers) |
| Veljača  | Dwyane Wade (Miami Heat)           | Pau Gasol (Los Angeles Lakers)   |
| Ožujak   | LeBron James (Cleveland Cavaliers) | Chris Paul (New Orleans Hornets) |
| Travanj  | LeBron James (Cleveland Cavaliers) | Dirk Nowitzki (Dallas Mavericks) |

### Novaci mjeseca
| Mjesec   | Istočna konferencija          | Zapadna konferencija                      |
| -------- | ----------------------------- | ----------------------------------------- |
| Studeni  | Derrick Rose (Chicago Bulls)  | O. J. Mayo (Memphis Grizzlies)            |
| Prosinac | Derrick Rose (Chicago Bulls)  | Russell Westbrook (Oklahoma City Thunder) |
| Siječanj | Brook Lopez (New Jersey Nets) | Eric Gordon (Los Angeles Clippers)        |
| Veljača  | Brook Lopez (New Jersey Nets) | Russell Westbrook (Oklahoma City Thunder) |
| Ožujak   | Derrick Rose (Chicago Bulls)  | Kevin Love (Minnesota Timberwolves)       |
| Travanj  | Michael Beasley (Miami Heat)  | O. J. Mayo (Memphis Grizzlies)            |

### Treneri mjeseca
| Mjesec   | Istočna konferencija             | Zapadna konferencija                   |
| -------- | -------------------------------- | -------------------------------------- |
| Studeni  | Doc Rivers (Boston Celtics)      | Phil Jackson (Los Angeles Lakers)      |
| Prosinac | Mike Brown (Cleveland Cavaliers) | Byron Scott (New Orleans Hornets)      |
| Siječanj | Stan Van Gundy (Orlando Magic)   | Kevin McHale (Minnesota Timberwolves)  |
| Veljača  | Mike Brown (Cleveland Cavaliers) | Jerry Sloan (Utah Jazz)                |
| Ožujak   | Mike Brown (Cleveland Cavaliers) | Rick Adelman (Houston Rockets)         |
| Travanj  | Doc Rivers (Boston Celtics)      | Nate McMillan (Portland Trail Blazers) |

## Vanjske poveznice
- NBA.com
- Prvi hrvatski NBA portal  Arhivirana inačica izvorne stranice od 27. travnja 2010. (Wayback Machine)

| Košarkaška natjecanja u sezoni 2008./09. | Košarkaška natjecanja u sezoni 2008./09.                                   |
| ---------------------------------------- | -------------------------------------------------------------------------- |
|                                          |                                                                            |
| Košarkaške lige                          | NLB liga 2008./09. \| A-1 HKL 2008./09. \| 1. A SKL 2008./09.              |
|                                          |                                                                            |
| Europska košarkaška natjecanja           | Euroliga 2008./09. \| EuroChallenge 2008./09. \| ULEB Eurokup 2008./09. \| |
|                                          |                                                                            |
| Američka košarkaška natjecanja           | NBA 2008./09.                                                              |
|                                          |                                                                            |
| Europska prvenstva                       | Europsko prvenstvo u košarci – Poljska 2009.                               |
|                                          |                                                                            |
| Olimpijske igre                          | XXIX. Olimpijske igre - Peking 2008.                                       |

| Košarkaška natjecanja u sezoni 2008./09. | Košarkaška natjecanja u sezoni 2008./09.                                   |
| ---------------------------------------- | -------------------------------------------------------------------------- |
|                                          |                                                                            |
| Košarkaške lige                          | NLB liga 2008./09. \| A-1 HKL 2008./09. \| 1. A SKL 2008./09.              |
|                                          |                                                                            |
| Europska košarkaška natjecanja           | Euroliga 2008./09. \| EuroChallenge 2008./09. \| ULEB Eurokup 2008./09. \| |
|                                          |                                                                            |
| Američka košarkaška natjecanja           | NBA 2008./09.                                                              |
|                                          |                                                                            |
| Europska prvenstva                       | Europsko prvenstvo u košarci – Poljska 2009.                               |
|                                          |                                                                            |
| Olimpijske igre                          | XXIX. Olimpijske igre - Peking 2008.                                       |